# 하윤아
하윤아는 대한민국의 드라마, 영화 각본 작가이다.

### 드라마
- 2020년 JTBC 수목 미니시리즈 《쌍갑포차》 ... 집필
- 2022년 MBC 주말 미니시리즈 《지금부터, 쇼타임!》 ... 집필